# Prime Minister (Manga)
Prime Minister (jap. 世紀末プライムミニスター, Seikimatsu Puraimu Minisutā [= Prime Minister], dt. „Premierminister vom Ende des Jahrhunderts“) ist ein Manga der japanischen Zeichnerin Eiki Eiki, der von 1998 bis 2001 in Japan erschien. Er wurde als Hörspiel adaptiert und ist in die Genres Romantik, Boys Love, Drama und Comedy einzuordnen. Mit Yuigon (遺言, „Testament“) schuf Eiki Eiki 2002 zwei weitere Geschichten, die an Prime Minister anknüpfen.

## Handlung
Als die Oberschülerin Minori Nagashima die Schule schwänzt und ihre Zeit in einem Einkaufszentrum verbringt, gesteht ihr ein junger Mann, den sie gerade erst kennen lernte, seine Liebe. Sie verlieren sich schnell wieder. Doch es stellt sich heraus, dass der 25-jährige Kanata Okazaki gerade der neue Premierminister geworden ist. Sein Liebesgeständnis meinte er ernst und holt Minori von der Schule ab. Minoris Eltern sind schnell überzeugt, dass er ein guter Schwiegersohn wäre und stimmen der Verbindung zu, sodass Minori trotz ihres Protestes schnell bei ihm im Anwesen des Premierministers einzieht. Dort lernt sie Kanatas Sicherheitschef Ryoichi Makita und den Journalisten Matsumoto kennen. Beide gingen mit Kanata auf die Oberschule und begleiteten ihn seither auf seinem Weg. Beide sind sehr freundlich zu Minori und wollen sie beschützen, falls Kanata zu aufdringlich wird. Kanatas erster Staatssekretär jedoch, der nur 18 Jahr alte Sai, verhält sich ihr gegenüber abweisend.
Sehr schnell geht Kanata mit seiner Verlobung mit Minori an die Öffentlichkeit, sodass Minori sich bald in ihr Schicksal ergibt. Auch merkt sie, dass ihre Anwesenheit Kanata Freude bereitet. Ihre Schulfreundinnen sind etwas eifersüchtig – schließlich ist der gutaussehende Kanata beliebt und begehrt wie sonst kein Politiker. Eines Abends aber erwischt Minori Sai, wie er den eingeschlafenen Kanata heimlich küsst. Sai gesteht ihr, dass er in Kanata verliebt ist und sie deswegen hasst. Aus Verzweiflung läuft er davon und versteckt sich bei Matsumoto. Kanata und seine Mitarbeiter versuchen ihn ausfindig zu machen und sein Verschwinden zu verbergen, um einen politischen Skandal zu verhindern. Doch dann taucht der Kanata verhasste Abgeordnete Kamijo auf, bei dem er aufgewachsen war, nachdem seine Eltern und sein Großvater – ebenfalls ein Premierminister – gestorben sind. Kamijo erfährt, dass Sai verschwunden ist und will gegen Kanata intrigieren.
Als Minori und Kanata eines Abends allein sind, fällt der betrunkene Kanata fast über sie her. Hinterher ärgert er sich darüber. Minori aber denkt immer mehr darüber nach, ob sie nicht wirklich etwas für ihn empfindet. Ryoichi hat in dieser Nacht einen Streit mit seiner Frau, die glaubt, er hätte eine Affäre mit dem Premierminister, kann sie aber beruhigen. Währenddessen kann Matsumoto Sai – der durch eine missverständliche Situation auch Matsumotos Freundin vertrieb – überreden zu Kanata zurückzugehen. Als er jedoch zurückkehrt wird er Zeuge, wie Minori Kanata sagt, sie wolle ihn heiraten und mit ihm eine Familie gründen. Kurz darauf stellt Sai Kanata zur Rede, wird aber zurückgewiesen und läuft erneut davon und zu Matsumoto.

### Yuigon
In der Oberschule wird Ryoichi immer wieder von Mitschülern sexuell belästigt wegen seines Aussehens. Mit dem Schularzt hat er heimlich eine Affäre. Nachdem er den notorischen Schulschwänzer Kanata Kamijo niederschlug, als der auf einen anderen einschlug, soll Ryoichi sich darum kümmern, dass Kanata immer pünktlich zur Schule kommt. Mit der Zeit macht ihm diese Aufgabe sogar Spaß und er lernt Kanata etwas kennen. Schließlich erfährt er, dass Kanata die Schule und auch sein Zuhause meidet, weil er von seinem Ziehvater missbraucht wird. Da Ryoichi ähnliche Erfahrungen gemacht hat, hilft er Kanata in das Wohnheim umzuziehen. Beide werden enge Freunde, Ryoichi ist sogar heimlich in Kanata verliebt, will ihn wegen seiner negativen Erfahrungen aber nicht belasten, sondern mit seiner Freundschaft unterstützten.

### Shinseiki Lovers
Der ehemalige Erste Staatssekretär des Premierministers Kanata Okazaki, Sai, lebt bereits eine ganze Weile zusammen mit dem Politikjournalisten Matsumoto. Dieser hatte ihm seine Liebe gestanden, doch scheut er sich eine richtige Beziehung einzugehen. Matsumoto hat Angst vor der Reaktion seines Umfelds und kann sich einfach keine Beziehung zu einem anderen Mann vorstellen. Als er Sai bittet ihn zu verlassen, als er vom Abgeordneten Kamijo das Angebot bekommt in die USA an eine Universität zu gehen, verschwindet Sai spurlos. Mit Ryoichis Hilfe kann Matsumoto schließlich in einer Schwulenbar aufspüren, wo Sai arbeitet, um eine Geschlechtsumwandlung bezahlen zu können und dann als Frau seinen Geliebten zu heiraten. Matsumoto erklärt ihm, dass das nicht nötig ist und er eine Beziehung mit ihm möchte, wie er jetzt ist.

## Veröffentlichung
Der Manga erschien in Japan zunächst vom 28. Januar 1998 (Ausgabe 3/1998) bis 28. Januar 2001 (Ausgabe 3/2001) im Magazin Wings beim Verlag Shinshokan, der die Geschichte von September 1998 bis Mai 2001 auch in vier Sammelbänden herausbrachte. Diese enthalten zusätzliche Kapitel, Comicstrips und Kommentare. Die Serie ist die erste mehrbändige Geschichte der Zeichnerin. Die Veröffentlichung des zweiten Bandes verzögerte sich von April 1999 zu August 1999, da die Zeichnerin mit anderen Serien beschäftigt war. Die Geschichte erschien später auch neu in Form von zwei Bunkobon. Das im Dezember 2002 veröffentlichte Yuigon von Eiki Eiki enthält zwei Geschichten, Yuigon und Shinseiki Lovers. Die erste Geschichte war bereits als Zusatzkapitel des zweiten Bandes von Prime Minister entworfen worden, konnte jedoch nicht fertiggestellt werden und wurde dann zunächst zurückgestellt. Als Eiki Eiki schließlich mit der Umsetzung der Geschichte und der andere Idee zur Liebesgeschichte Sais und Matsumotos anfing, dauerte es noch ein Jahr und acht Monate, ehe der Band fertiggestellt war. Vor Veröffentlichung mussten 40 Seiten wieder gestrichen werden, da die Geschichte sonst zu lang geworden wäre.
Von Juni 2007 bis Februar 2008 erschienen alle vier Bände auf Deutsch bei Egmont Manga und Anime. Bereits im September 2006 brachte der Verlag eine Übersetzung von Yuigon heraus. Digital Manga Publishing brachte eine englische Übersetzung heraus.

## Hörspiel-Adaption
Zur Serie erschienen drei Hörspiele auf CD – in den Jahren 1999, 2000 und 2001. Die Sprecher der Charakteren waren wie folgt:
| Rolle            | japanischer Sprecher (Seiyū) |
| ---------------- | ---------------------------- |
| Kanata Okazaki   | Shinichiro Miki              |
| Minori Nagashima | Miki Nagashima               |
| Matsumoto        | Yasunori Matsumoto           |
| Sai              | Sōichirō Hoshi               |
| Ryoishi Makita   | Katsuhira Yamaguchi          |